# Maison Heinrich Heine

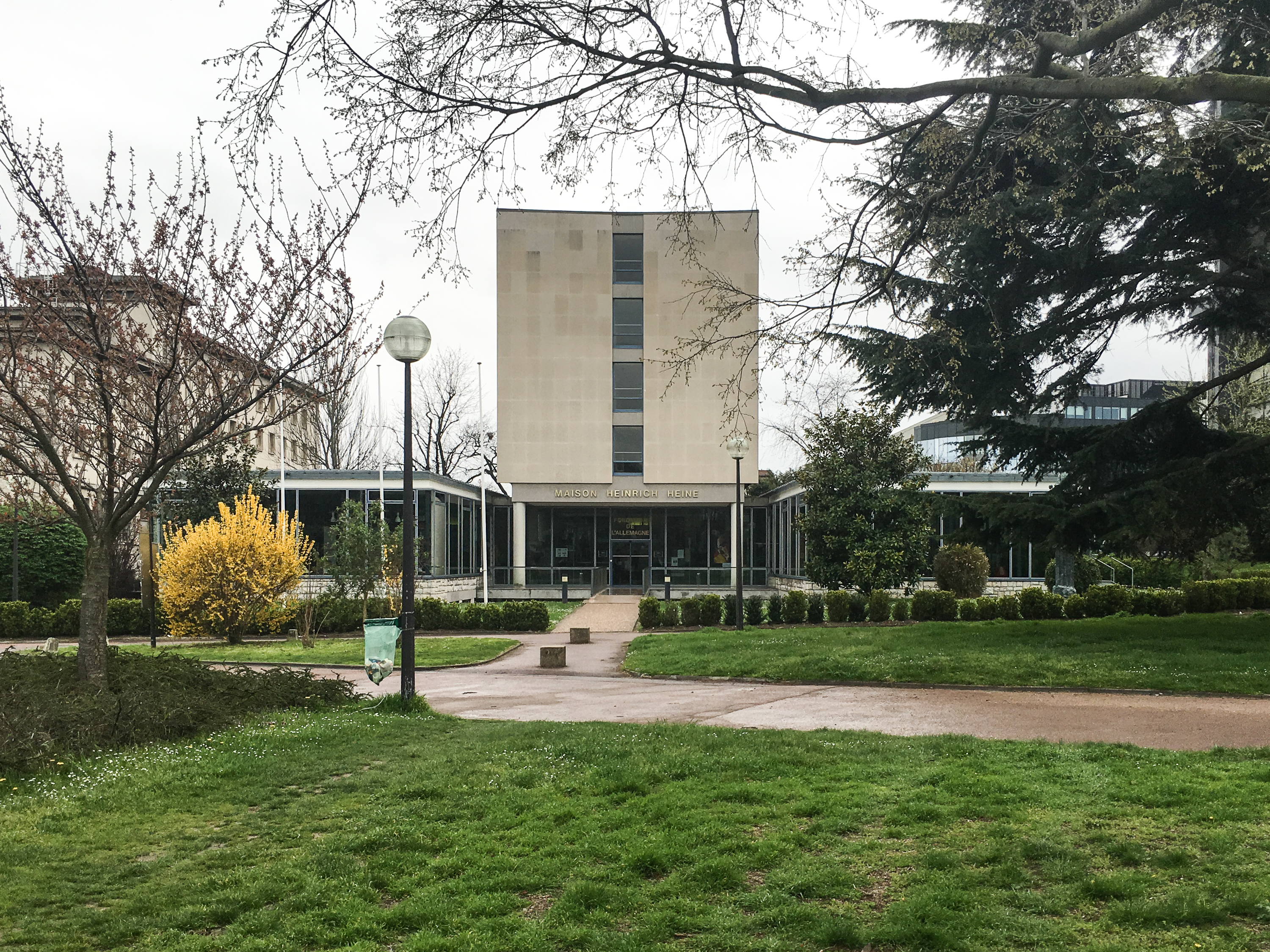
Maison Heinrich Heine

Die Fondation de l’Allemagne – Maison Heinrich Heine, auch „Heinrich-Heine-Haus“ genannt, ist das deutsche Haus in der Cité Internationale Universitaire de Paris. Es wurde nach Plänen des Architekten Johannes Krahn gebaut und 1956 eröffnet. Neben der Funktion als Studentenwohnheim ist die Maison Heinrich Heine eine der ältesten und mit über 150 kostenlosen Veranstaltungen im Jahr eine der aktivsten deutschen Kulturinstitutionen in Paris. Einige bekannte Persönlichkeiten wie der Journalist Peter Scholl-Latour und der Politikwissenschaftler Arnulf Baring wohnten hier während ihres Studienaufenthalts in Paris. Leiterin ist seit dem Jahr 2023 Franziska Humphreys.

## Studentenwohnheim
Das Maison Heinrich Heine verfügt über 104 Wohnheimplätze, die für deutsche Studierende und Promovierende vorgesehen sind. Darüber hinaus sind im benachbarten Kambodscha-Haus fünf weitere Zimmer dauerhaft reserviert, sodass pro Jahr insgesamt 109 Plätze an deutsche Kandidaten vergeben werden können.
Die Hälfte der deutschen Bewerber erhält in anderen Häusern der Cité universitaire einen Wohnplatz zugewiesen. Durch dieses Prinzip der brassage wird das Maison Heinrich Heine je etwa zur Hälfte von deutschen und nicht-deutschen Studierenden bewohnt, wodurch der Austausch zwischen den verschiedenen Nationalitäten gefördert werden soll.
Die Aufnahme gilt jeweils für ein Studienjahr, kann aber auf Antrag zweimal um ein weiteres Jahr verlängert werden.

## Kulturprogramm
Das Deutsche Haus in der Cité internationale universitaire de Paris ist darüber hinaus ein Kulturzentrum, in dem Verbindungen zu verschiedenen Pariser Institutionen der Wissenschaft, Kultur und der Medien gepflegt werden.
Durch das Kulturprogramm will die Maison Heinrich Heine die deutsch-französische Zusammenarbeit in Wissenschaft, Politik, Kunst und Kultur fördern, einen lebendigen Eindruck vom Kulturleben der deutschsprachigen Länder vermitteln und den Dialog im europäischen und internationalen Rahmen vertiefen.
Jährlich finden ca. 170 Veranstaltungen statt, zu denen Vorträge, Podiumsdiskussionen und Diskussionsveranstaltungen mit meist namhaften Teilnehmern zu historischen, politischen und literarischen Themen gehören. Darüber hinaus werden auch Dichterlesungen, Ausstellungen, Konzerte, wissenschaftliche Seminare und Tagungen organisiert. Dieses Programm wird ergänzt durch thematische Filmzyklen und Konzerte mit jungen Musikern aus Deutschland und Frankreich, bei denen auch Bewohner des Hauses mitwirken.
Zu den renommierten Kulturschaffenden, die in der Maison Heinrich Heine aufgetreten sind, zählen unter anderen Klaus Hoffmann, Martin Ploderer, Manuel Fischer-Dieskau und Johanna Beisteiner.

## Bibliothek

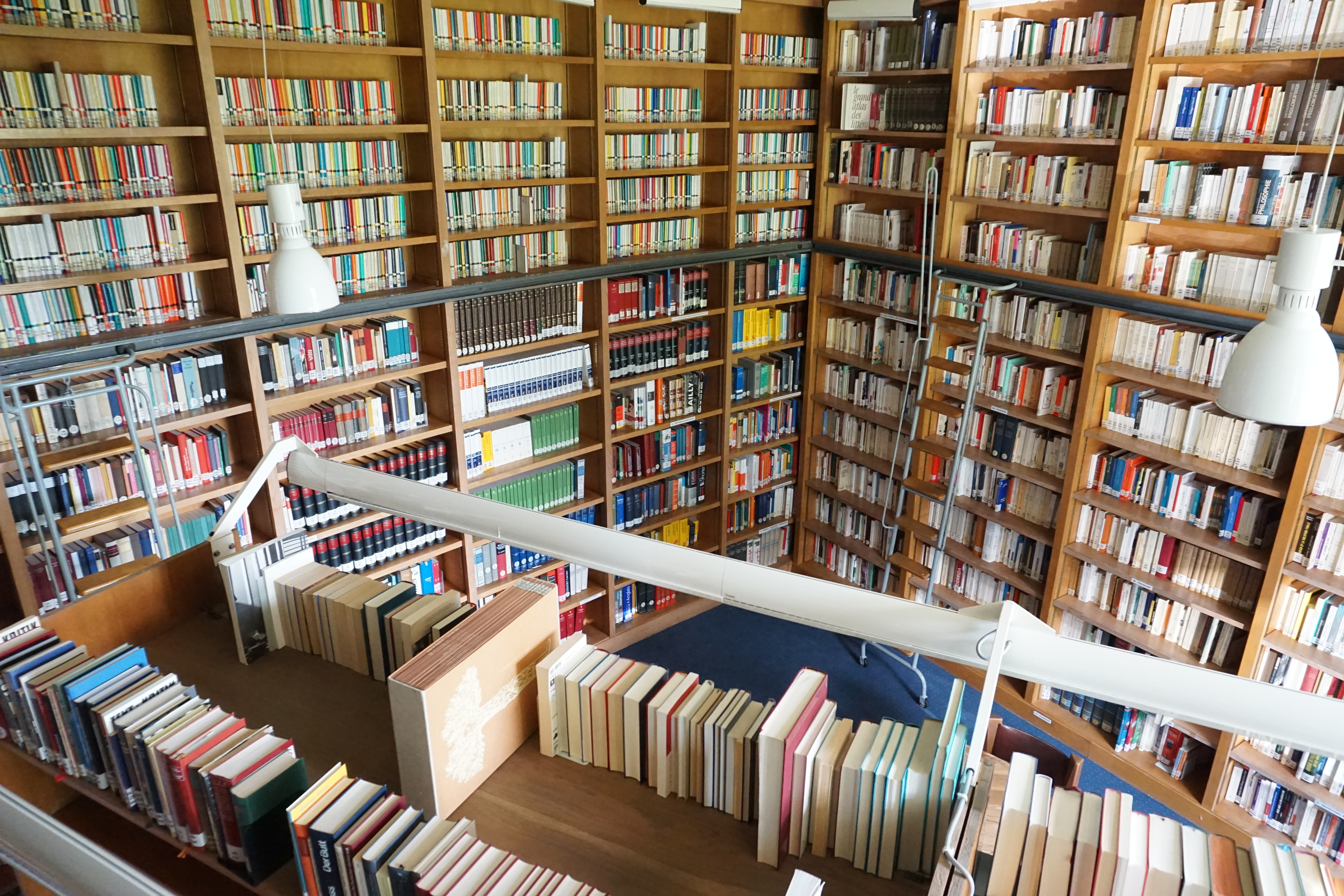
Die Bibliothek der Maison Heinrich Heine umfasst etwa 20.000 Werke, größtenteils auf Deutsch.

Die Bibliothek der Maison Heinrich Heine umfasst 20.000 Medieneinheiten und ist täglich von 10 bis 23 Uhr geöffnet (mit Ausnahme der Sommerpause von Juli bis Ende September).
Der Bibliotheksbestand enthält grundlegende Literatur aus und über Deutschland, wichtige Nachschlagewerke aller Fachrichtungen, eine große deutsche Literaturabteilung, deutsche Übersetzungen fremdsprachiger Literatur, Grundlagenwerke aus den Bereichen Recht, Wirtschafts- und Sozialwissenschaften sowie Werke aus den Bereichen Philosophie, Geschichte, Kunst, Film und Musik. Darüber hinaus stehen 800 Dokumentar- und Spielfilme in deutscher Sprache auf DVD und 600 Musik-CDs bereit.
Der Zeitungslesesaal enthält ungefähr 75 deutsche und französische Periodika (Tages- und Wochenzeitungen sowie Fachzeitschriften – ältere Jahrgänge dieser Zeitschriften sind gebunden im Archiv zugänglich).
Die Bibliothek steht den Bewohnern der Maison Heinrich Heine und allen Personen mit guten Deutschkenntnissen kostenlos zur Verfügung. Für Benutzer von auswärts fällt für die Ausleihberechtigung eine einmalige Kaution von 30 Euro an.
Seit Herbst 2015 gibt es die Möglichkeit, über den Deutsch-französischen Freiwilligendienst Kultur ein freiwilliges soziales Jahr in der Maison Heinrich Heine zu machen. Darüber hinaus bietet die Maison regelmäßig Praktikumsplätze im Kulturmanagement und der Bibliothek und einen Deutschsprachkurs an.

## Leitung
- 1956–1972: Hans Steffen
- 1972–1973: Theo Buck
- 1973–1988: Hermann Harder
- 1988–1990: Roland Kaehlbrandt
- 1990–1996: Martin Raether
- 1996–2000: Joachim Umlauf
- 2000–2002: Hermann Harder
- 2002–2023: Christiane Deussen[12]
- seit 2023: Franziska Humphreys